# شانون سوندرز (لاعبة كرة الشبكة)
شانون سوندرز (بالإنجليزية: Shannon Francois)‏ هي لاعبة كرة الشبكة نيوزيلندية، ولدت في 12 أكتوبر 1990.

## روابط خارجية
- شانون سوندرز على موقع اللجنة الأولمبية النيوزيلندية (الإنجليزية)
- شانون سوندرز على موقع اتحاد ألعاب الكومنولث (مؤرشف) (الإنجليزية)